# Milton Lorenzo
Milton Lorenzo est un arbitre uruguayen de football des années 1970. 

## Carrière
Il a officié dans une compétition majeure : 
- Copa Libertadores 1973 (finale aller)